# Союз освобождения
«Сою́з освобожде́ния» — нелегальное политическое движение за введение в России политических свобод, объединившее «освобожденческие» кружки поначалу в 22 городах Российской империи. Ядро организации сформировалось из сторонников журнала «Освобождение».

## Основание организации

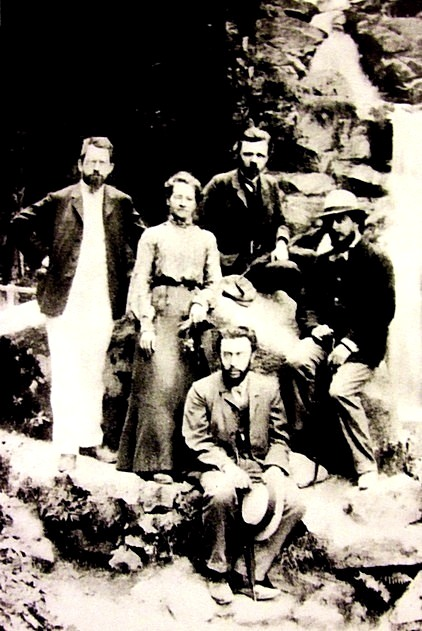
Группа основателей «Союза освобождения» в 1902 году в Германии (слева направо): Пётр Струве, Нина Струве, Василий Богучарский, Николай Бердяев и Семён Франк (внизу).

На учредительном съезде планируемой организации в 1903 году в Шаффхаузене (Швейцария) 2-4 августа (нов. ст.) приняли участие: Н. А. Бердяев, С. Н. Булгаков, В. И. Вернадский, В. В. Водовозов, И. М. Гревс, Пётр Д. Долгоруков, Д. Е. Жуковский, Б. А. Кистяковский, С. А. Котляревский, Е. Д. Кускова, Н. Н. Львов, П. И. Новгородцев, И. И. Петрункевич, С. Н. Прокопович, Ф. И. Родичев, П. Б. Струве, С. Л. Франк, Д. И. Шаховской. Там решался вопрос о создании партии или движения. Победила точка зрения Струве: должен быть создан широкий фронт для борьбы легальными средствами за достижение политической свободы. Однако понадобилось провести ещё одно совещание в Харькове в сентябре того же года.
Первый съезд Союза освобождения прошел в Петербурге на частных квартирах 3-5 января 1904 года. Программа движения подразумевала создание конституционной монархии, избирательные права, право народностей на самоопределение, принудительное отчуждение частновладельческих земель, ратовали за проведение нелегальных земских съездов. Тактика движения состояла в осаде самодержавия с помощью публичных массовых кампаний. В его руководящий орган, Совет, были избраны: И. И. Петрункевич (Тверь) — председатель, Н. Ф. Анненский (Петербург) — заместитель председателя, С. Н. Булгаков (Киев), А. В. Пешехонов (Петербург), Пётр Д. Долгоруков (Курск), С. Н. Прокопович (Петербург), Н. Н. Львов (Саратов), Д. И. Шаховской (Ярославль), Н. Н. Ковалевский (Харьков), В. Я. Богучарский-Яковлев (Петербург) (все составы Советов и съездов Союза опубликованы).

## Деятельность в начале 1904 года
В конце того же месяца началась война с Японией. Исходя из патриотических побуждений, Союз не начал ни одной антисамодержавной кампании. Почти вся его деятельность ограничивалась распространением журнала «Освобождение». После непрекращающихся тяжёлых поражений на фронте отношение общества к войне и руководству страны начало меняться. А после гибели от рук террориста всесильного министра внутренних дел В. К. Плеве, с приходом на его место П. Д. Святополк-Мирского наступила эпоха доверия к обществу. В начале сентября члены Совета Союза князь Дмитрий Шаховской и князь Пётр Долгоруков по поручению этого органа обратились в нелегальное Бюро Земских съездов, в состав которого они также входили, с предложением собраться для выработки общей политики по вопросу о конституции. В том же месяце союз принял участие в «Конференции оппозиционных и революционных организаций Российского государства». Она началась 17 (30) сентября 1904 года в Париже в Hotel d’Orleans и продолжалась 9 дней. Принятые на встрече решения ещё раз подтвердили приверженность её участников принципам демократии и идее замены самодержавия конституционным и демократическим правлением. Текст резолюции Конференции был опубликован печатными органами всех собравшихся партий в один и тот же день в середине ноября 1904 года, что произвело большое впечатление на общество.
В конце октября с 20 по 22 в Петербурге на частных квартирах собрался второй съезд Союза. Было решено выйти из подполья и заявить о своём существовании в собственной печати, а самое главное, состоялись решения:
- способствовать на предстоящем Земском съезде принятию конституционных резолюций;
- 20 ноября в юбилей судебной реформы организовать кампанию банкетов с требованиями введения свобод, народного представительства и конституции;
- начать формирование профессионально-политических союзов с целью объединения их в ассоциацию (Союз союзов) для достижения вышеозначенных требований.[3]

## Банкетная кампания 1904 года
Союз выступил организатором «банкетной кампании», когда в Петербурге, Москве и других крупных городах с 20 ноября по случаю 40-летия введения судебных уставов устраивались собрания под видом банкетов, на которых представители либеральной оппозиции произносили речи о необходимости введения свобод и конституции, принимали резолюции, ходатайствуя о проведении политических реформ, поддерживали требования первого легального Земского съезда, прошедшего 6—9 ноября. Всего по России прошли более 120 собраний в 34 крупных городах и охватили примерно 50 тыс. участников. В легальную печать отчеты об этих банкетах либо не проникали, либо проникали крайне скудно, но в заграничной печати и в особенности в журнале «Освобождение» о них печатались довольно полные отчеты, с приведением целиком резолюций и с подробным изложением речей.
Глава крупнейшей рабочей организации страны священник Георгий Гапон, будучи убеждён, что только совместно с другими сословиями рабочие могут добиться своих целей, установил связь с Союзом. На совместной встрече в конце ноября, на которой от «Собрания русских фабрично-заводских рабочих Санкт-Петербурга» присутствовали Гапон и четверо рабочих, а от Союза пять человек, из которых известны фамилии членов Совета Союза В. Я. Богучарского, С. Н. Прокоповича, а также Е. Д. Кусковой, последние предложили «Собранию» подать и свою петицию. Идти с ней шествием к Николаю II решил сам Гапон 6 января 1905 г. В написании Рабочей петиции на квартире последнего принимал участие сотрудник газеты «Наши дни» («Сын Отечества»), учреждённой Союзом, А. И. Матюшенский.

## Деятельность в начале 1905 года
В декабре 1904 г., выполняя решения своего второго съезда, Союз приступил к формированию профсоюзов, не для защиты прав работников, а для участия в политике. В феврале следующего года в столице они уже объединились и создали ЦК «Союза союзов». Освобожденцы на третьем съезде, который проходил в Москве на частных квартирах 25-27 марта в обстановке нарастания революционного движения, которое либералы стремились направить в мирное русло, приняли новую программу Союза, включавшую требования созыва всенародного Учредительного собрания, 8-часового рабочего дня и отчуждения частновладельческих земель. В апреле в столице была создана нелегальная типография, в которой в том числе печатался и «Листок „Союза освобождения“» (15.4-4.9.1905 г., вышло 6 номеров). Пытаясь объединить все антисамодержавные силы в единый фронт, Союз разработал и издал летом «Устав союза рабочих», а также проект российской конституции под названием «Основной закон Российской империи», в котором предусматривалось создание двухпалатного парламента.
На съезде, созванном освобожденцами и прошедшем 8-9 мая в Москве, возник общероссийский «Союз союзов» — самая влиятельная организация, созданная либералами. На нём председательствовал глава Совета «Союза освобождения» И. И. Петрункевич, а постоянный председатель появился только в конце месяца после принятия очередным съездом учредительных документов. Им был избран член того же Совета П. Н. Милюков, а после его ареста в конце лета это место занял освобожденец Л. И. Лутугин. Следующие пять месяцев до всеобщей стачки «Союз союзов» фактически стоял во главе революции.

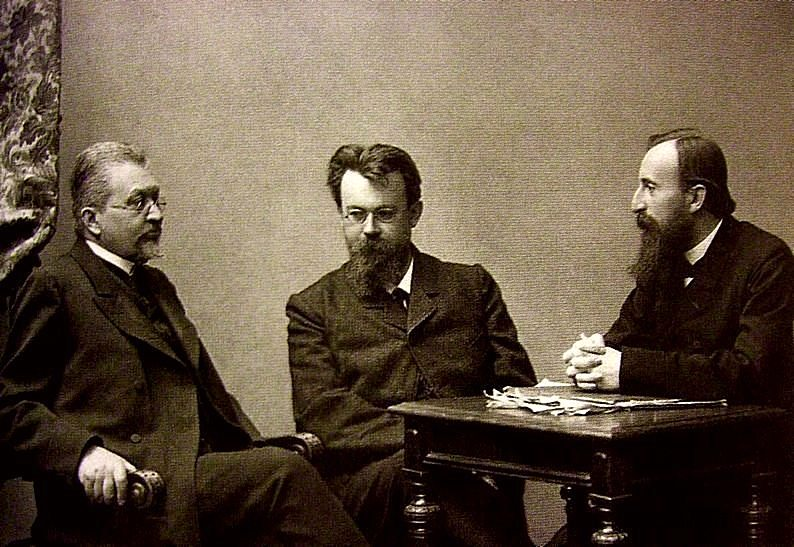
И. И. Петрункевич, В. И. Вернадский и Д. И. Шаховской.

## Деятельность в конце 1905 года
После цусимского разгрома царь принял депутацию от делегатов очередного Земского съезда и присоединившихся к ним представителей Петербургской городской думы. Почти всю группу составляли освобожденцы, и в адресе, поданном императору, говорилось о необходимости во имя «порядка и мира внутреннего» созыва народных представителей, «избранных для сего равно и без различия всеми подданными Вашими». Это событие явилось беспрецедентным: впервые в истории российский монарх принял делегацию либералов. В конце того же июня в газеты начала просачиваться информация о консультациях в правительстве, посвященных учреждению Думы, а известие о её создании вышло 6 августа. В конце лета на четвёртом съезде союза, который проходил 23-25 августа в Москве, делегаты съезда выступили против бойкота законосовещательной Думы, известной под названием Булыгинской. Они приняли решение присоединиться к комиссии, созданной «Союзом земцев-конституционалистов», для создания партии с целью участия в выборах в этот представительный орган власти и сделать её двусторонней.
В октябре во время всеобщей забастовки в стране для руководства ею был создан Петербургский совет рабочих депутатов. Его первым председателем был избран освобожденец Г. С. Хрусталёв-Носарь. А в это время 15-18 октября на съезде, созванном двусторонней комиссией упоминавшихся союзов, была учреждена Конституционно-демократическая партия. С этого момента «Союз освобождения» прекратил своё существование. Его левое крыло сплотилось вокруг журнала «Без заглавия», в котором сотрудничали Е. Д. Кускова, С. Н. Прокопович, В. Я. Яковлев-Богучарский, В. В. Хижняков, В. В. Водовозов, В. В. Португалов, А. С. Изгоев, В. С. Голубев, Л. Я. Гуревич.

## Состав и численность организации
Есть только одно число, говорящее о массовости Союза — 1600 членов на март 1905 г. Они были сосредоточены в основном в больших городах: Москве, Петербурге, Одессе, Киеве, Харькове, Ростове-на-Дону, Таганроге, Саратове, Самаре, Тамбове, Владимире, Ярославле, Костроме, Вологде, Красноярске, Екатеринославле, Воронеже, Казани, Вятке, Курске, Полтаве, Смоленске, Балашове, Сумах, Туле, Дерпте, Нижнем Новгороде. В сентябре их стало немного больше: например, в Москве к 15 группам прибавилась ещё одна, и в них по профессиональному признаку входили две группы адвокатов, историки, земские врачи, естественники, артисты, литераторы, инженеры, учителя, врачи, профессора, младшие преподаватели, две группы были созданы по национальному признаку (поляки и евреи), одна земская группа и др. Архив Союза недоступен. Дело в том, что академик П. Б. Струве в декабре 1917 г. перед своим отъездом на Дон передал его на хранение в Архив Императорской Российской академии наук. А при большевиках во время очередной чистки в 1930 г. он был ими обнаружен и тут же засекречен.
В союзе состояли: Павел Д. Долгоруков, Ф. И. Родичев, братья М. В. и С. В. Сабашниковы, А. А. Корнилов, В. И. Семевский, Н. И. Кареев, братья С. Ф. и Ф. Ф. Ольденбург, В. Д. Набоков, И. П. Белоконский, Ф. Ф. Кокошкин, А. И. Шингарёв, Е. Н. Трубецкой, М. Я. Герценштейн, Ф. А. Головин, Г. Е. Львов, В. А. Маклаков, Ю. А. Новосильцев, М. В. Челноков, А. А. Кизеветтер, Н. И. Гучков, З. Г. Френкель.